# Karin Mannerstål
Karin Gunilla Mannerstål, född 8 februari 1963 i Finspång, är en svensk grafisk formgivare, designer och programledare.
Mannerstål är en av programledarna i inredningsprogrammet Äntligen hemma på TV4. Hon är uppväxt i Karlskrona, men bor idag i Stockholm.
Karin Mannerstål har designat flera produkter, exempelvis leksaker för ett svenskt varumärke.